# Ferdinand Gottlieb von Gmelin

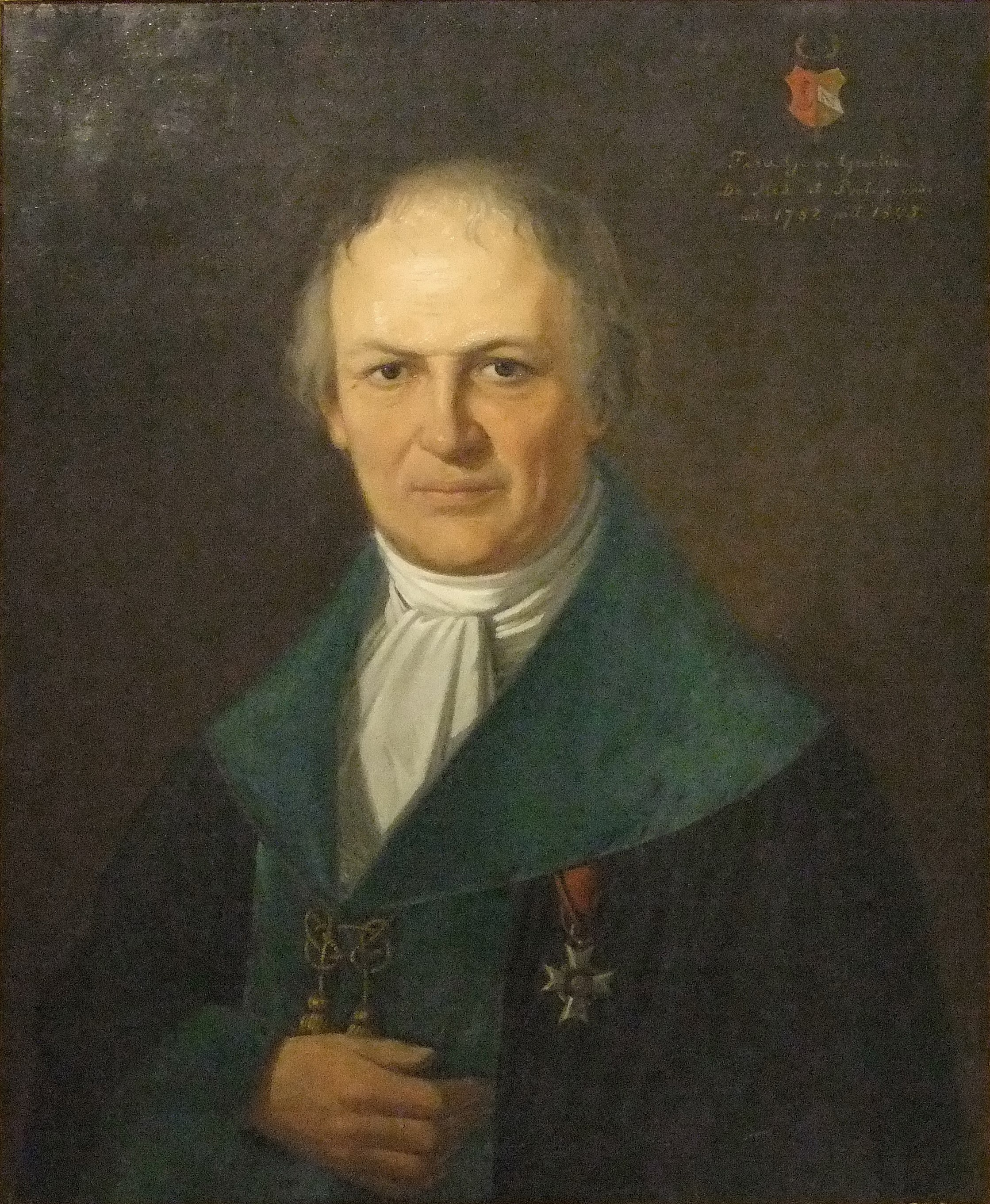
Bildnis des Ferdinand Gottlieb Gmelin, Gemälde von Heinrich Leibnitz, Öl auf Leinwand, 1845, Tübinger Professorengalerie

Ferdinand Gottlieb Gmelin, ab 1823 von Gmelin, (auch Gottlob; * 10. März 1782 in Tübingen, Herzogtum Württemberg; † 21. Dezember 1848 in Tübingen, Königreich Württemberg) war ein deutscher Mediziner, Naturhistoriker, Chemiker und Forschungsreisender.

## Leben
Ferdinand Gottlieb von Gmelin, Neffe von Samuel Gottlieb Gmelin, studierte in Tübingen, wurde 1802 zum Doktor der Medizin promoviert und 1805 in Tübingen zum Professor der Naturgeschichte und Medizin berufen. 1810 erfolgte die Beförderung zum ordentlichen Professor. 38 Jahre lang war Gmelin Lehrstuhlinhaber an der Eberhard Karls Universität. Er bekleidete dieses Amt bis zu seinem Tode im Jahr 1848.
1823 wurde er mit dem Ritterkreuz des Ordens der Württembergischen Krone ausgezeichnet.

## Werke (Auswahl)
- Allgemeine Pathologie des menschlichen Körpers. Cotta, Stuttgart 1813 (Digitalisat). 2. vermehrte und verbesserte Auflage 1821 (Digitalisat).
- Grundsätze der richtigen Behandlung der Trauben bei der Bereitung der Weine in Württemberg und Regeln, nach denen auch andere als die gewöhnlichen Sorten von Weinen und namentlich französische bereitet werden können. Reprint [d. Ausg.] Osiander, Tübingen, 1822. (Reprint. Wurmlingen: Schwäbische Verlagsgesellschaft, 1983. ISBN 3-88466-084-5.).
- Allgemeine Therapie der Krankheiten des Menschen. Osiander, Tübingen 1830 (Digitalisat).
- Übersetzung: John Mason Good. Die ostindische Cholera. Osiander, Tübingen 1831 (Digitalisat).
- Critik der Principien der Homöopathie. Osiander, Tübingen 1835 (Digitalisat).
- Übersetzung: John Baron. Der gegenwärtige Zustand der Vaccination. Cotta, Stuttgart 1840 (Digitalisat).